# Richard Martin West
Richard Martin West, danski astronom, * 1941.

## Delo
West deluje na Evropskem južnem observatoriju (ESO).
Odkril je večje število kometov, med njimi tudi znani Komet West (C/1975 V1) ter Komet West-Kohoutek-Ikemura in Komet West-Hartley. Odkril je tudi veliko asteroidov.
Je tudi soodkritelj (skupaj z Hansom-Emilom Schusterjem) pritlikave galaksije Feniks.